# 大圍村

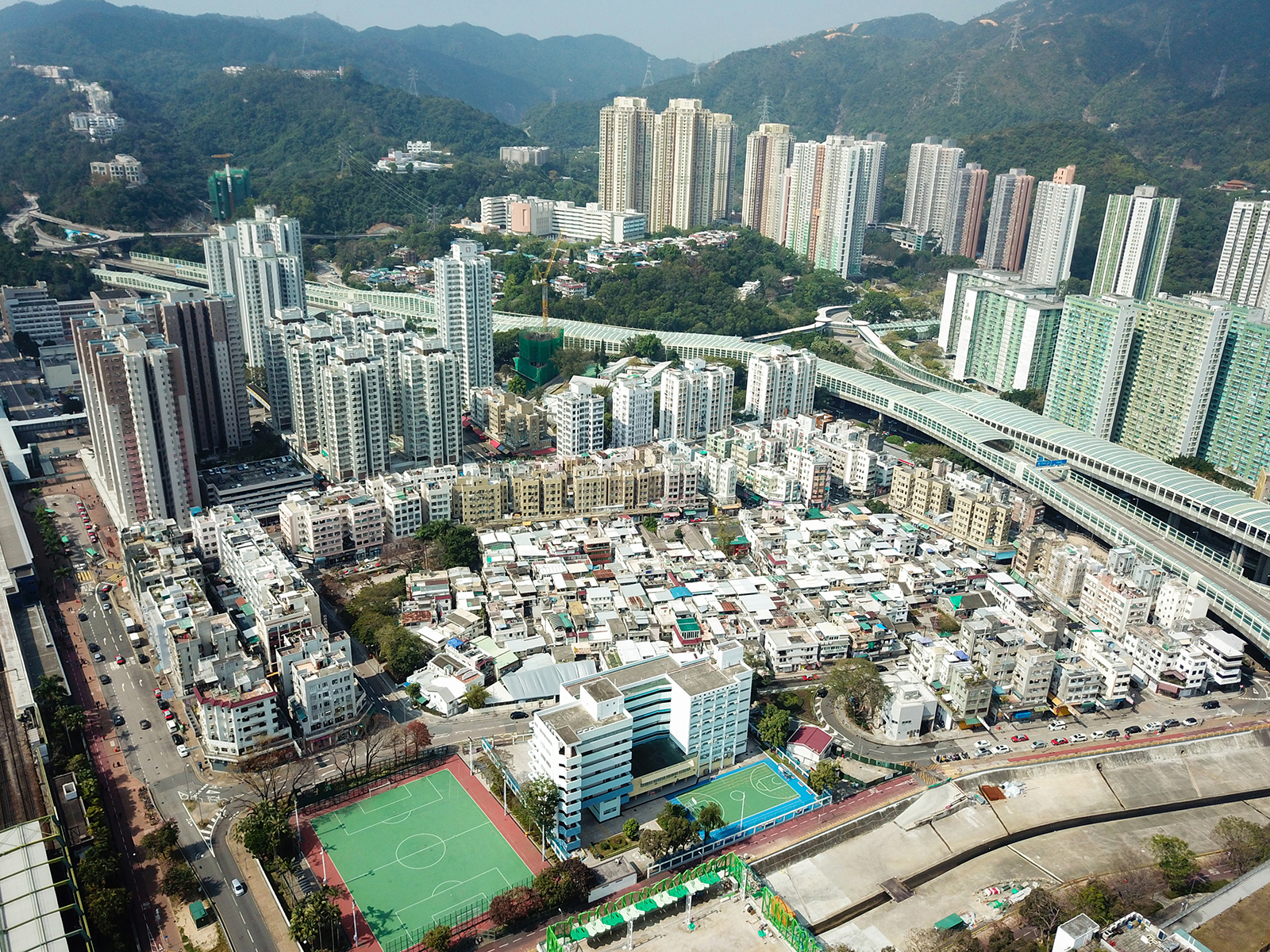
大圍村和附近的建築物

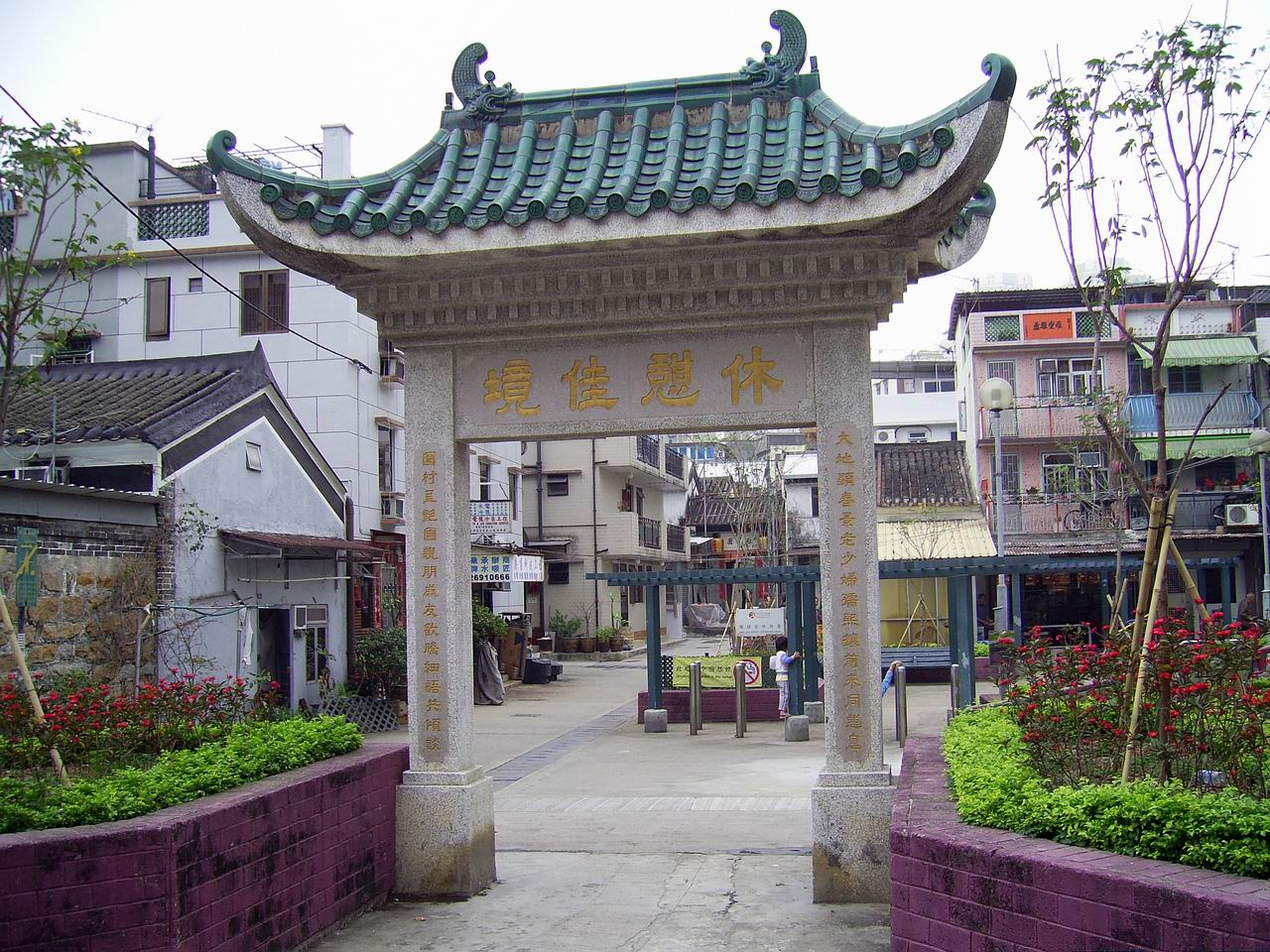
大圍村牌坊

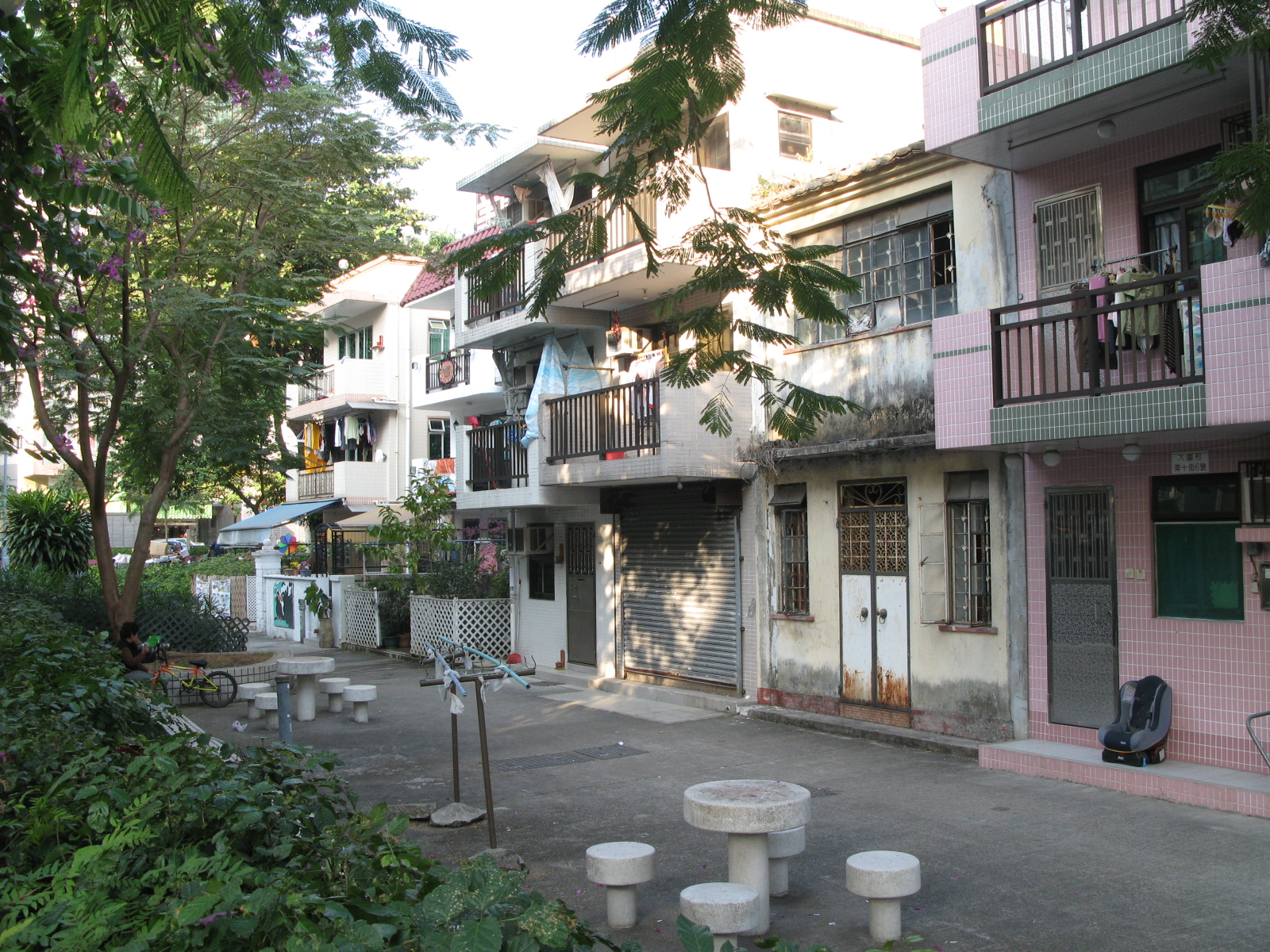
大圍村

大圍村是香港沙田歷史最悠久（1574年建村）以及規模最大的圍村，建村於明朝萬曆初年。現時位於大圍站附近城門河邊，在積福街及積富街交界處。大圍村是一條雜姓村，膾炙人口的九約竹枝詞有「大圍風景實如何，村裡人居雜姓多」之語，住著十六姓：包括韋、陳、吳、楊、黃、李、許、鄭、唐、袁、游、林、駱、譚、莫及蔡，以韋姓最多，成為村中大族，亦只有韋氏族人在圍村內設有祠堂。大圍村亦是沙田九約的鄉村之一。在沙田新市鎮開始發展，以及九廣鐵路大圍站落成後，大圍村的「大圍」之名逐漸演變成包含城門河人工河道以南和獅子山隧道公路以西的整個沙田區南部的地區名稱。

## 主要建築

### 圍牆
明朝初年許多人逃避戰亂從東莞遷移到大圍附近，以耕作為生，由於地方治安不靖，當中廿九戶村民發起建圍以保安全，大圍村建成時，四面有池塘，可種蓮養魚及防盜，圍村四角建有圍斗，有小窗可以觀察圍外情況，更有兩門大砲保護圍村。

### 侯王宮
大圍村侯王宮除供奉侯王爺外，還供奉車大元帥、德福土地、廿九名開村的始祖和三名對圍村有貢獻的英雄神位。相傳侯王爺是宋朝國舅爺楊亮節，南宋末年文天祥及陸秀夫立益王昰，崩於碙州，秀夫復立廣王昺於崖山，楊亮節率眾南下迎帝，遭元兵追殺，秀夫負帝蹈海死，楊亮節操勞過度，病歿官富場，但侯王爺真正的身份仍有存疑。
侯王宮早期儼然大圍村的雜性祠堂和村公所，舉凡村中大小爭執都交侯王宮處理，直到1976年大圍村村公所落成才接手處理村務。侯王宮是沙田區香火最鼎盛的廟宇之一。

### 韋氏宗祠
大圍村、上徑口村及田心村韋姓村民據傳為漢朝淮陰侯韓信的後人，韓信被呂后設計殺害，蕭何命蒯徹匿藏韓信之子於南粵，隱姓埋名，取韓字之半，改姓韋，是為今日中山翠薇村、沙田三村和西貢沙角尾村韋氏家族的源頭。大圍韋氏宗祠門頂橫匾題為「京兆堂」，兩旁對聯「淮陰世澤」和「京兆家聲」，顯然與韓信大有關連，據說韋氏宗祠內供奉的神主牌背後皆書「韓」字，以示飲水思源，不忘祖先之意。
大圍村韋氏始祖建元祖先由中山翠薇村遷移至深圳居住，十四歲時到元朗當牧童，一日返回深圳老家發覺父母及全部村民為鄰村袁姓村民所屠殺，建元祖逃亡回元朗，娶妻後偕家眷遷居沙田建基立業。

### 獲評級歷史建築
大圍村積存圍的圍門，於2010年8月31日，被確定為二級歷史建築物。

## 行政區劃
大圍村在香港十八區中屬於沙田區，區議會劃區則屬於大圍選區，該選區的前任區議員為吳定霖。

## 實景

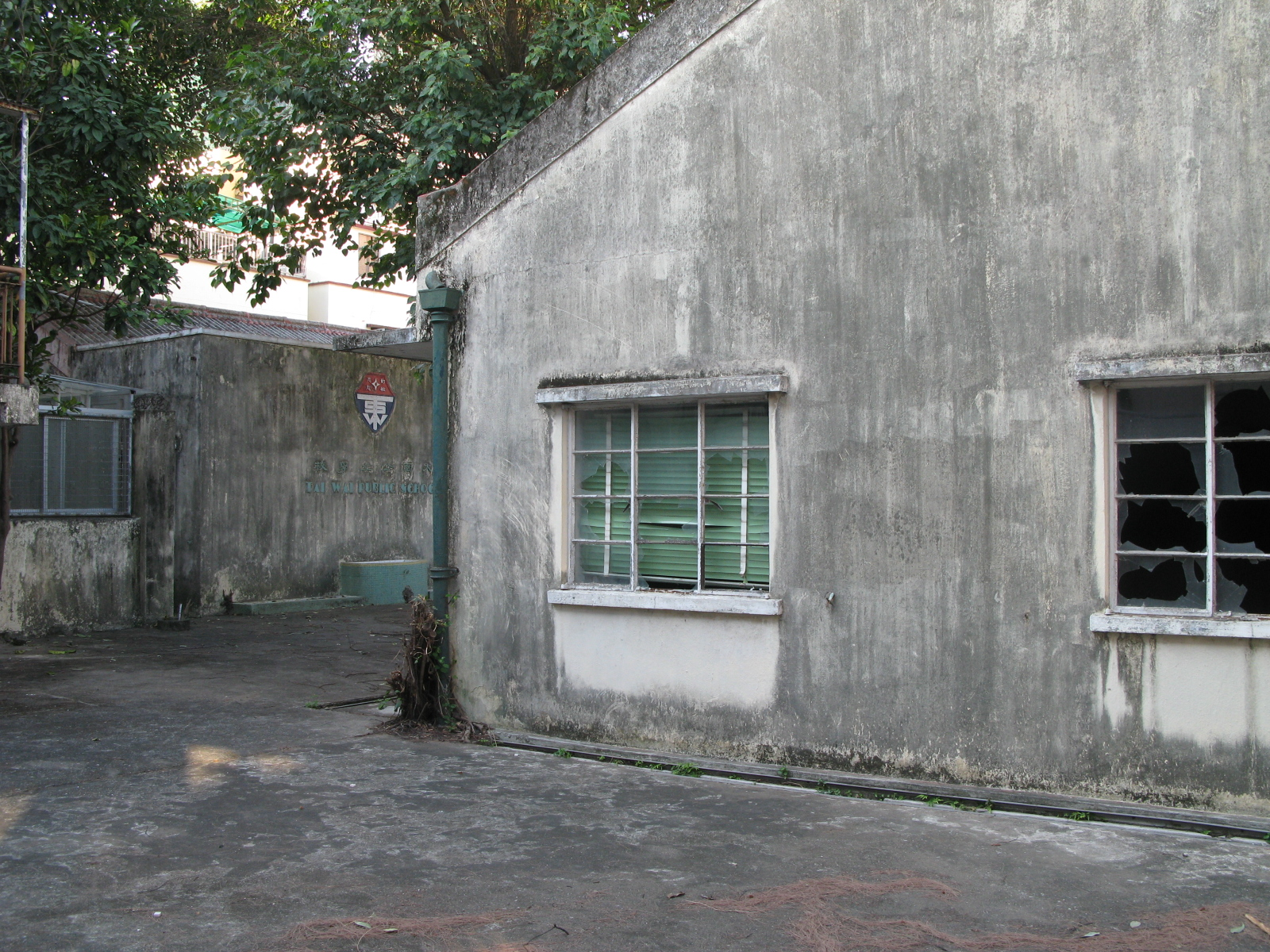
大圍公立學校（已棄置）
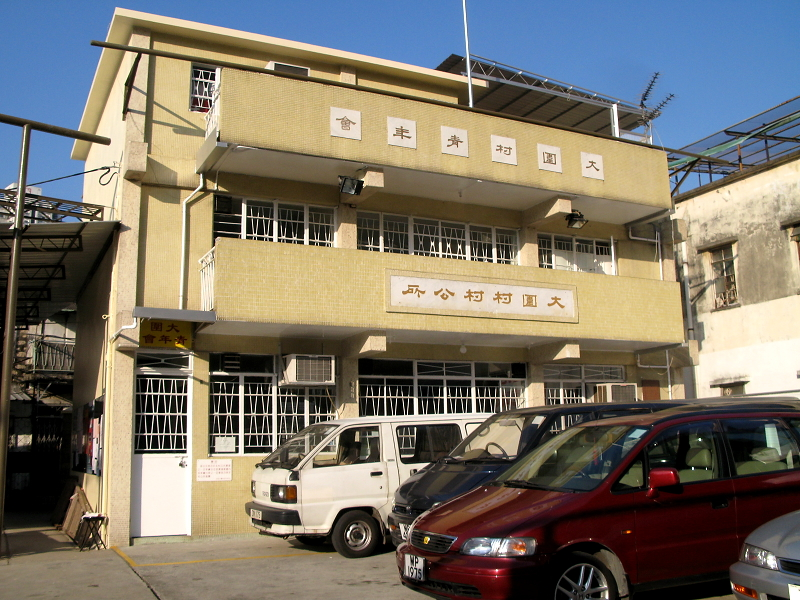
大圍村村公所
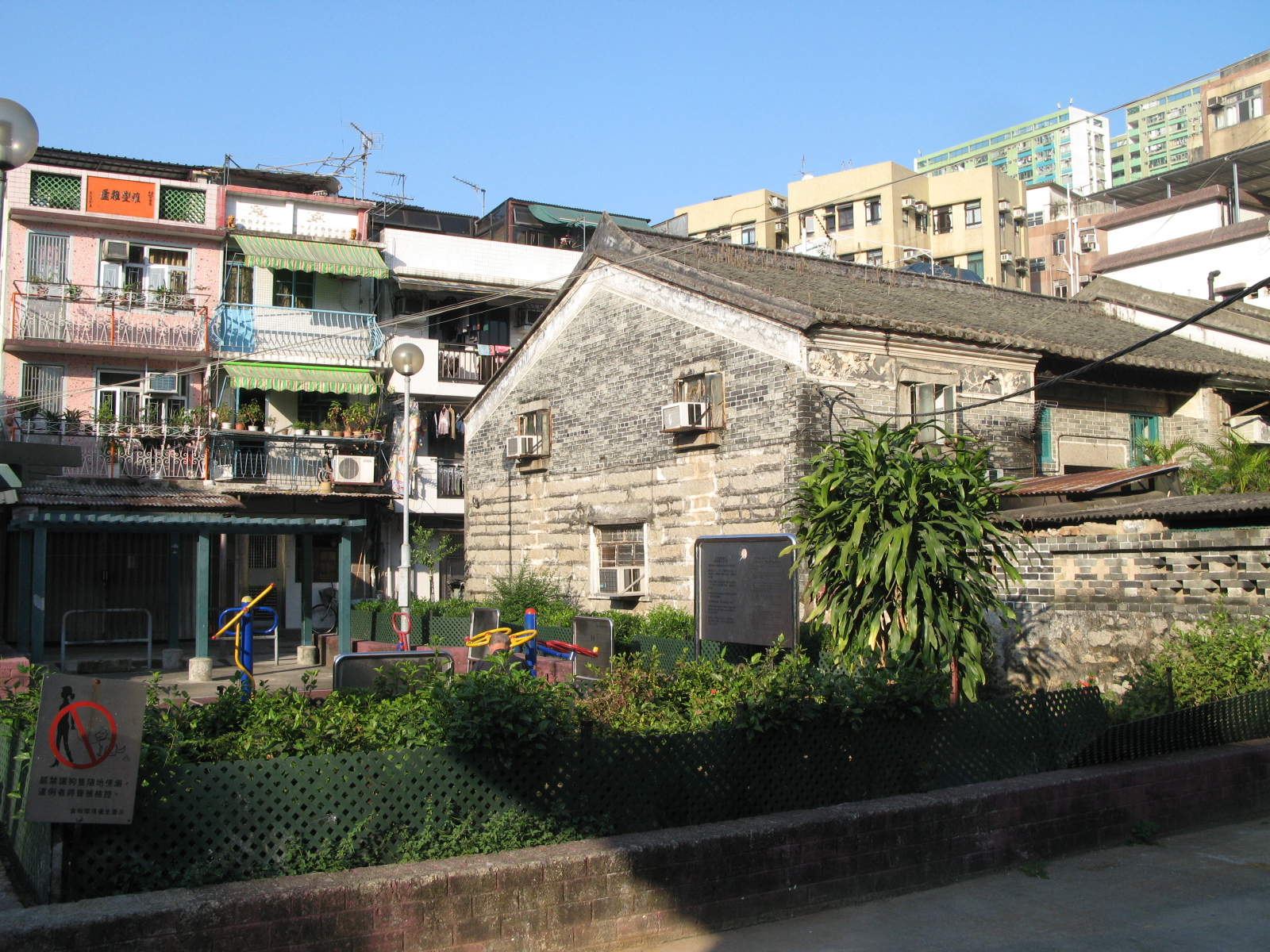
大圍村古舊村屋
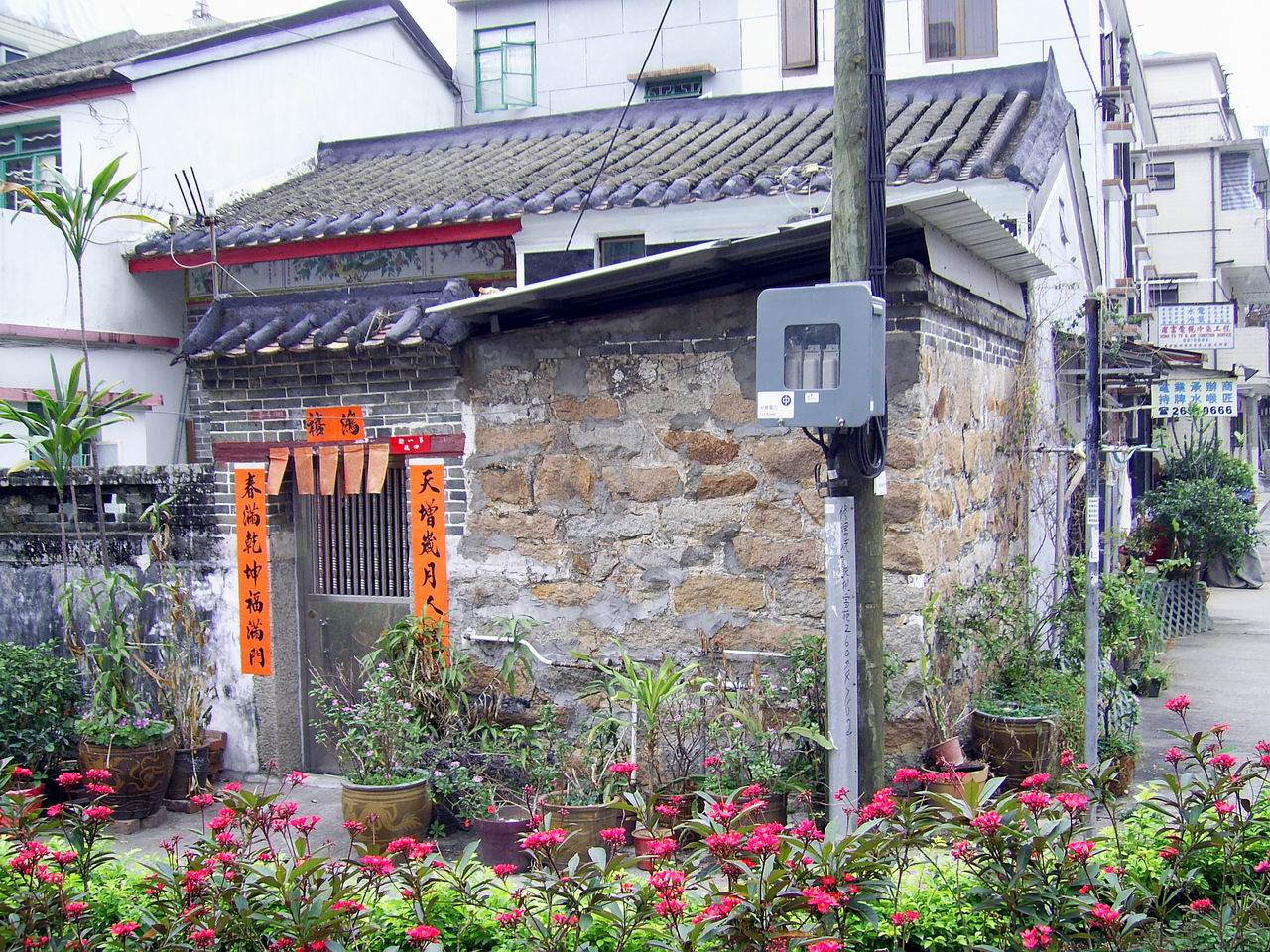
大圍村古舊村屋
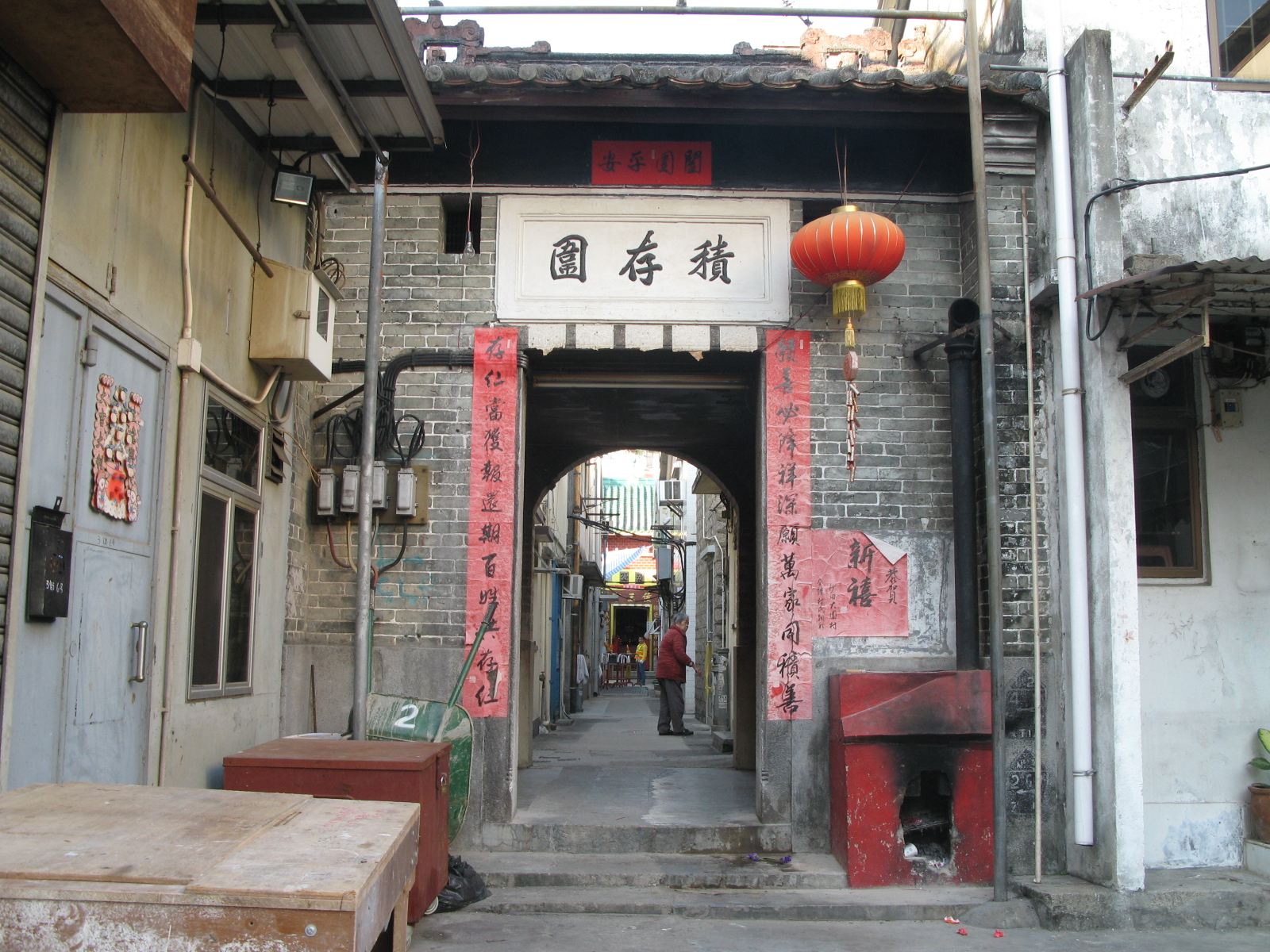
積存圍門（前）
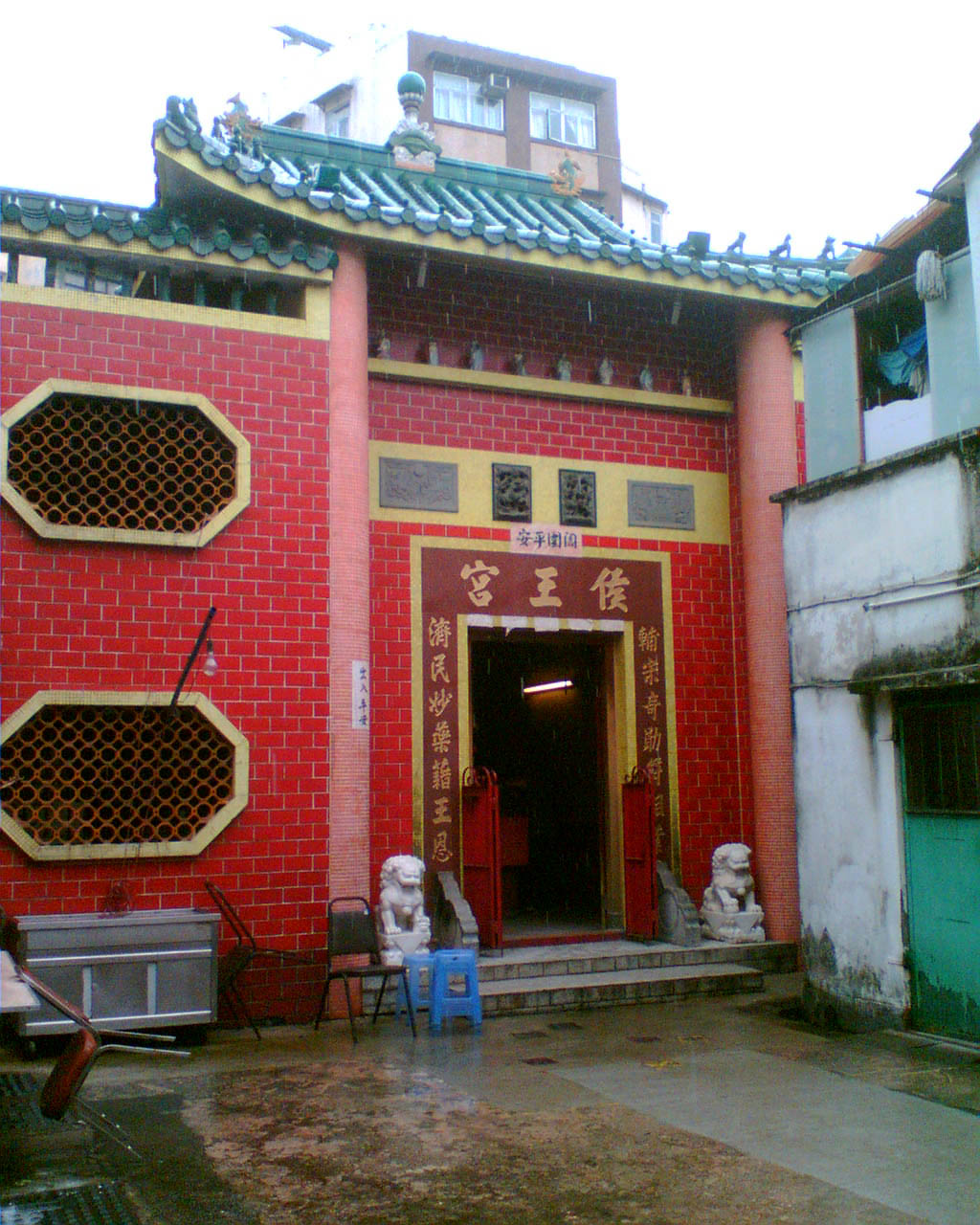
積存圍侯王宮
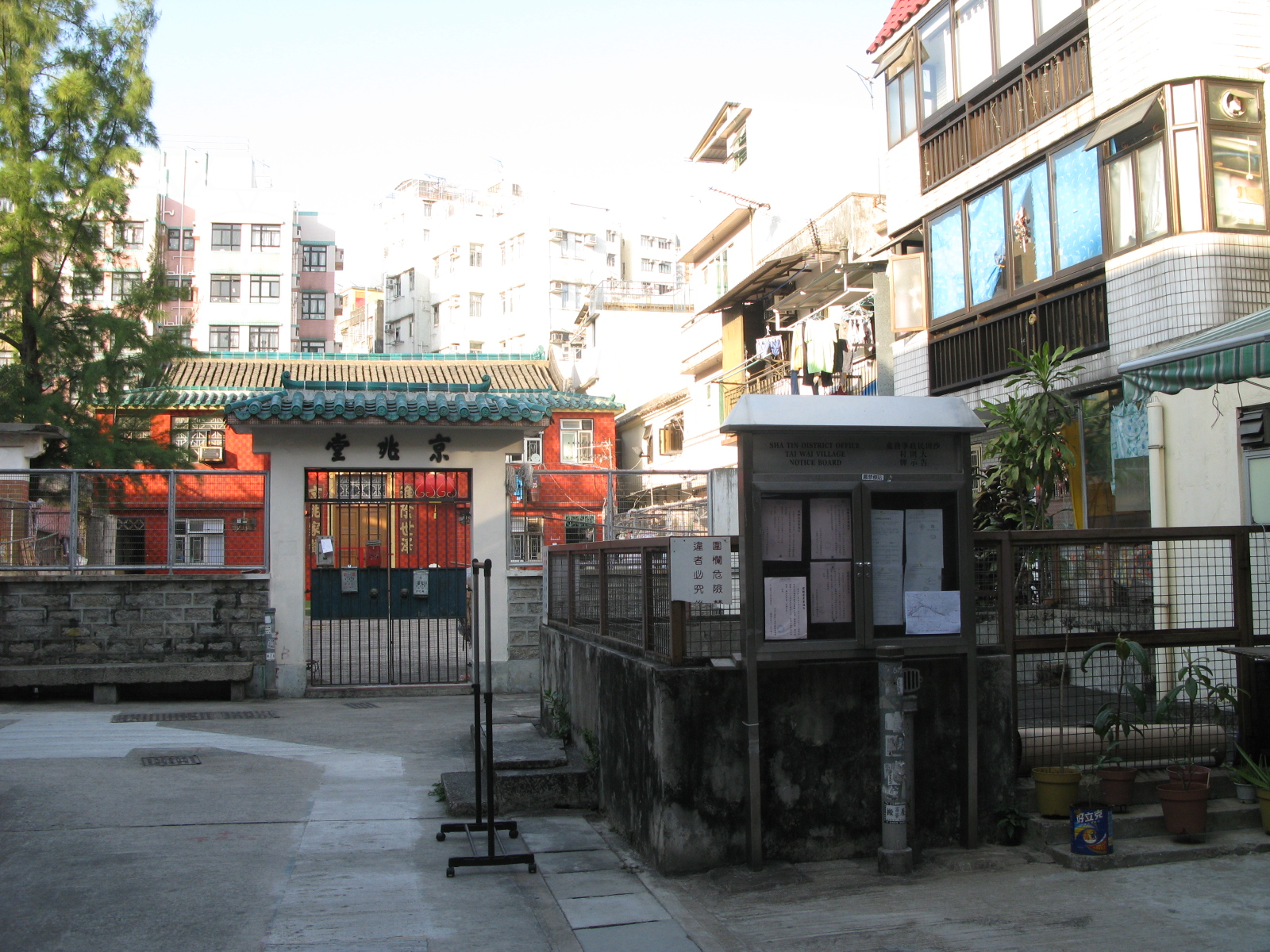
韋氏宗祠大閘
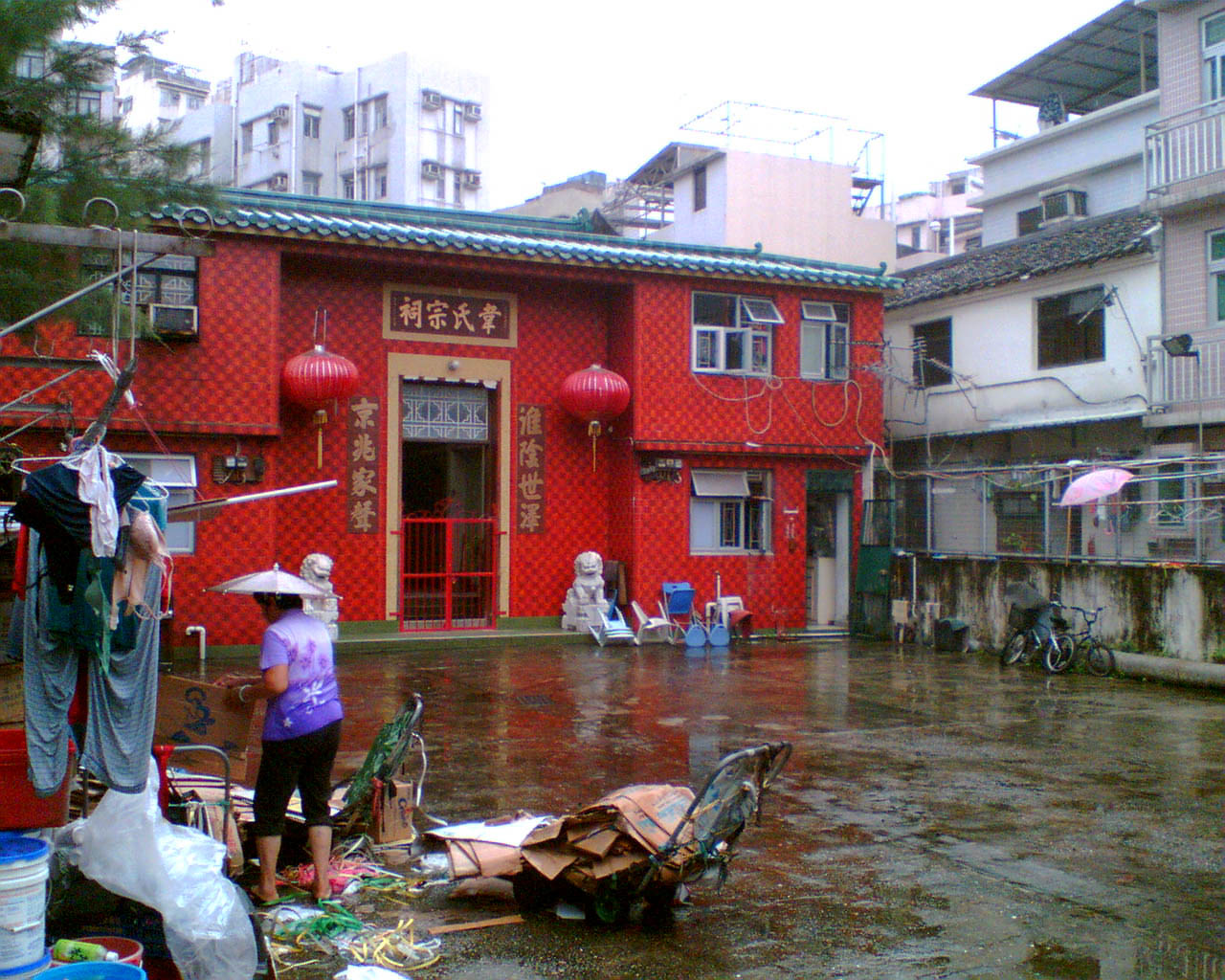
韋氏宗祠

## 節慶活動
每年侯王誕，大圍村侯王宮皆有賀誕活動。
大圍村每十年舉辦太平清醮，過去一屆為2017年。

## 知名原居民
- 莫錦貴：香港經濟民生聯盟成員，現任沙田鄉事委員會主席兼沙田區議會當然議員、新界鄉議局副主席